# Pratgibert
Pratgibert és una masia de Tona (Osona) inclosa a l'Inventari del Patrimoni Arquitectònic de Catalunya.

## Descripció
Masia formada per tres cossos, un de central i els altres adossats. El més característic és la homogeneïtat que presenten les obertures i l'aparella en tota la construcció. Les finestres són de testera recta d'un sol carreu a la llinda, amb ampit motllurat i carreus carejats i escairats als brancals. Les portes són també de testera recta, amb llinda d'un sol carreu. El cos lateral esquerra està adossat al cos central, gairebé com si fos una ampliació, mentre que el cos lateral dret sembla que fou sobrealçat a partir del primer pis.

### Finestres
N'hi ha una situada a l'ala dreta de la façana principal, formada per dos grans carreus que formen l'ampit, dos carreus més formen els brancals i un sol la llinda, treballada amb una sanefa molt senzilla.
Destaca una llinda d'un sol carreu de pedra, tallat i polit amb la data de construcció, tres carreus als brancals i ampit motllurat adossat.
La diferent factura i el tipus de pedra fan pensar en que podrien representar dues de les etapes constructives de la masia. Degut a la similitud de la finestra de 1760 amb la resta d'obertures de la casa, se suposa que la finestra del segle xiv seria un testimoni, reaprofitada de l'antiga masia del segle xiv.

## Història
El 22 de maig de 1346 consta en un document fet a la casa d'Eures (Sala d'Heures) de la parròquia de Santa Eugènia de Berga, que el castlà de Sta. Eugènia, que conreaven els pagesos Bernat del Prat casat amb Maria, juntament amb el mas Vendrell (ara Cal Queu). El 13 d'agost de 1346 va passar en poder de Pere Milany, amb el consentiment del rei Pere, senyor del castell de Tona, i el 1348 va ser adquirit pels masos del Planell.